# Kiesgrube Kater

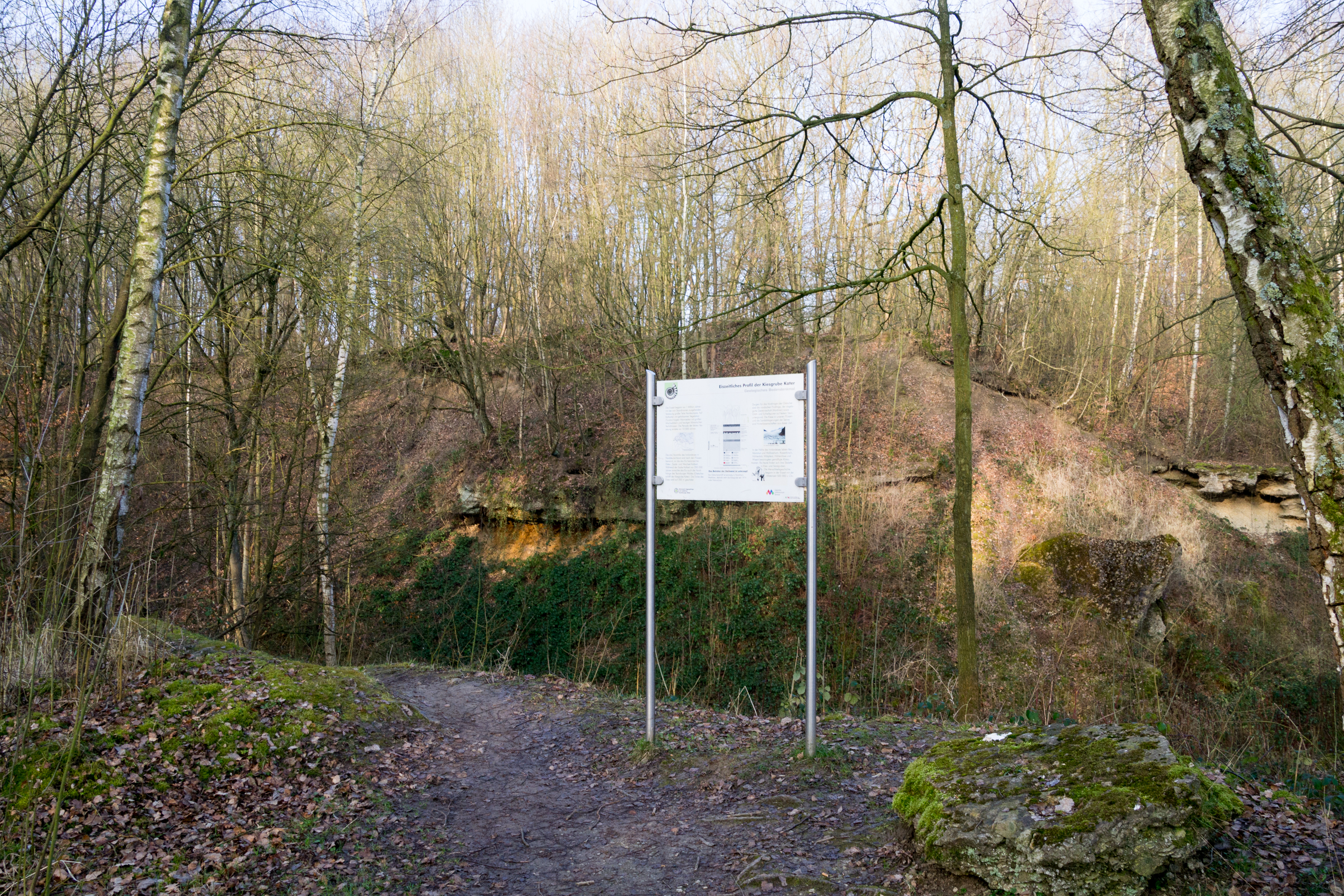
Ehemalige Kiesgrube mit Infotafel

Unter der Bezeichnung Kiesgrube Kater befindet sich im Detmolder Ortsteil Hiddesen ein geologisches Naturdenkmal.
In der Nähe befindet sich die früher als Katerhof bezeichnete Hofanlage, nach der die Katerallee in Hiddesen benannt wurde und ebenso die Kiesgrube Kater, in der bis zum Jahre 1964 Kies für den Straßenbau gewonnen wurde. Teile der Grube wurden 1974 unter Denkmalschutz gestellt, weil dort ein in Nordrhein-Westfalen einmaliger Gletscherschliff zu sehen ist. Im unteren Teil der rund 20 Meter tiefen Grube sind Mammutknochen gefunden worden, die vor 400.000 Jahren zusammen mit Schmelzgewässern und Kies dorthin transportiert wurden. Das verfestigte Gestein ist vor etwa 200.000 Jahren durch Eis glattgeschliffen worden und bildete so den charakteristischen Gletscherschliff.
Entlang des Naturdenkmals führt der Naherholungsweg Gletscherschliff.